# Kàmenka (Mélenki)
Kàmenka (en rus: Каменка) és un poble de l'óblast de Vladímir, a Rússia, segons el cens del 2010 tenia 13 habitants. Pertany al districte municipal de Mélenki.